# 医のココロ
医のココロ（いのこころ）は、毎日放送で2014年4月5日 - 2023年9月24日に放送された沢井製薬単独提供の医療情報番組。全476回。

## 概要
毎日放送に勤務する30代 - 50代の女性アナウンサー4 - 6名を、週替わりでをナビゲーターに起用。地域医療に従事しながら社会貢献活動にも取り組んでいる医師が、ナビゲーターからのインタビューを通じて、視聴者が日頃から気になっている病気・疾患を解説した。
2019年まではナビゲーターが医師の勤務先（病院や研究機関など）へ出向いていたが、新型コロナウイルス感染症（COVID-19）の流行が始まった2020年以降は、医師が毎日放送の本社（大阪市北区茶屋町）でインタビューを受けることが多かった。

## ナビゲーター
いずれも、担当期間中は毎日放送の現職アナウンサー。
- 高井美紀（1990年入社、番組開始 - 2023年1月8日）
- 武川智美（1992年入社、番組開始 - 2023年7月2日）
- 古川圭子（1993年入社、番組開始 - 2023年9月24日）
- 松川浩子（1999年入社、番組開始 - 2023年6月4日）
- 上田悦子（2000年入社、2021年10月9日 - 2023年9月17日）
- 西村麻子（2000年入社、2021年11月27日 - 2023年8月6日）
- 藤林温子（2015年入社、2023年6月18日 - 9月10日）
  - 高井はタイトルコール・提供クレジットのアナウンスや、当番組に関連したシンポジウムの司会（例：2023年1月3日5:35 - 5:50と8日に放送した新春スペシャル「地域医療の未来」）も担っていたが、同年1月25日に急逝。毎日放送が2023年2月2日に高井の訃報を公表したことを受けて、沢井製薬が高井への追悼コメントを公式サイトで公開したほか、同月5日放送分からはタイトルコールと提供クレジットのアナウンスを松川が引き継いだ。

## 放送時間
- 土曜5:35 - 5:45（2014年4月 - 2016年3月）
- 土曜5:20 - 5:30（2016年4月 - 2022年3月）
- 日曜6:00 - 6:10（2022年4月 - 2023年9月）